# Now (The Walking Dead)
"Now" là tập thứ năm trong Phần 6 của series phim truyền hình The Walking Dead. Tập phim được phát sóng trên kênh AMC của Mỹ vào ngày 8 tháng 11 năm 2015. Khi phát sóng tại Mỹ, tập phim đã được 12,44 triệu người xem trong đó có 6,2 triệu người từ 18-49 tuổi.

## Nội dung tập
Tại Alexandria, thời điểm khi cuộc tàn sát đẫm máu của The Wolves với những cư dân tại đây kết thúc cũng là lúc Michonne cùng hai người cộng sự của mình về đến nhà. Michonne tìm gặp Maggie để thông báo về chuyện của Glenn, rằng anh ấy đã không thể trở về cùng nhóm cô cũng như tạo nên dấu hiệu nào cho thấy rằng anh còn sống như đã hứa trước đó.
Đúng lúc đó, bên ngoài cánh cổng của cộng đồng có tiếng hét. Deanna, người đang đứng trên chốt canh gác phía trên cổng nhìn thấy Rick vừa chạy hùng hục về phía Alexandria, vừa la lớn bảo những người ở trong hãy mở cổng ra. Đuổi theo sau anh chính là một bầy xác sống khổng lồ. Michonne cùng những người khác đứng ở gần đó đã nhanh chóng mở cổng ra cho Rick vào và đóng nó lại ngay khi bầy xác sống cũng vừa đến nơi.
Một lát sau, rất nhiều người dân Alexandria đang tập trung gần cổng chính và tỏ vẻ hoang mang trước âm thanh của lượng xác sống đông đảo ở phía bên kia. Rick đi đến và cố trấn tĩnh tinh thần của mọi người. Anh nói rằng Daryl, Abraham và Sasha sẽ sớm quay trở lại và dùng xe của họ để dụ đám xác sống bên ngoài đi. Việc của những người ở bên trong lúc này là giữ yên lặng và hạn chế ánh sáng đến mức tối đa để tránh kích động chúng. Aaron bất ngờ lên tiếng nhận trách nhiệm của mình cho vụ tấn công vừa rồi, rằng chính những bức ảnh trong chiếc ba lô mà anh làm rơi trước đó đã giúp kẻ thù tìm đến cộng đồng. Anh cũng đồng thời ghi nhận công lao của Rick trong việc đã dụ đi ít nhất một nửa đám xác sống từ mỏ đá rời xa khỏi Alexandria. Với khuôn mặt thẫn thờ, Deanna lặng lẽ bỏ đi trước sự chứng kiến của mọi người.
Jessie trở về nhà và kéo xác của người phụ nữ mà cô đã giết trước đó đến nghĩa địa của cộng đồng, nơi mà xác của những kẻ khác thuộc The Wolves cũng đang được chất đống. Khi Jessie định xới đất để chôn cất cho họ, Rick bỗng đi đến và nói với cô rằng những kẻ này sẽ không được chôn cất tại đây.
Ở kho thực phẩm, bất chấp sự ngăn cản của Olivia, một số cư dân của cộng đồng vẫn quyết định sẽ lấy thức ăn về cho gia đình mình. Thấy vậy, Spencer liền lên tiếng yêu cầu họ dừng lại và nhắc cho họ biết rằng họ sẽ thấy hậu quả tai hại từ hành động ích kỷ của mình. Nghe thấy vậy, những người đó bỗng cảm thấy xấu hỏ và đặt những hộp thức ăn trở lại trên kệ. Chứng kiến toàn bộ câu chuyện, Deanna nhìn con trai mình và mỉm cười tự hào.
Aaron nhìn thấy Maggie đang ngồi bên hồ nước và buộc một chiếc đèn pin vào một cây gậy. Anh đi ngang qua cô và nhìn thấy ở chỗ bức tường của cộng đồng, một số người dân đang dùng sơn viết danh sách tên của những người đã hy sinh trong biến cố vừa qua lên trên tường. Trong danh sách đó bao gồm cả tên "Glenn" và "Nicholas". Quay lại và nhìn thấy Maggie đi về phía kho vũ khí, Aaron liền đi theo cô. Bước vào bên trong, Aaron đoán ra được rằng Maggie đang định ra ngoài để tìm Glenn. Ban đầu định can ngăn, nhưng khi thấy Maggie thể hiện rõ sự quyết tâm của mình, anh đành quyết định sẽ đi cùng để giúp cô. Aaron nói rằng có một cách an toàn hơn so với kế hoạch ban đầu của Maggie để họ có thể ra ngoài mà không gặp phải sự chú ý từ đám xác sống.
Trở về nhà, Deanna nhìn chiếc nhẫn cưới của mình với vẻ đăm chiêu và bỗng cảm thấy được tiếp thêm động lực. Bà lấy ra một tờ giấy lớn và vẽ nên tấm bản đồ những công trình mà bà muốn gây dựng sau khi Alexandria hoàn thành xong dự án mở rộng diện tích. Nghe thấy có tiếng cốc vỡ, Deanna đi đến thì thấy con trai của mình đang say rượu. Bà phát hiện ra rằng Spencer đã lén trộm các hộp thức ăn từ kho thực phẩm về, mặc dù trước đó chính anh ta đã khuyên can những cư dân khác không được làm vậy. Khi bị mẹ quở trách, Spencer bất ngờ tiến về phía Deanna và lớn tiếng. Anh ta đổ lỗi cho mẹ về việc khiến cộng đồng trở nên thê thảm như hiện tại, rằng cái chết của Reg và Aiden cũng là do bà. Bị shock khi nghe thấy những gì con trai nói, Deanna liền bỏ đi trong khi Spencer tỏ vẻ hối hận vì đã lỡ lời.
Carl đến tìm và đề nghị Ron giúp mình đi tìm Enid vì lo sợ cô bé đang gặp nguy hiểm giữa bầy xác sống phía bên ngoài. Khi Ron từ chối, Carl liền nói rằng mình sẽ tự đi tìm Enid. Nghe vậy, Ron chạy tới định can Carl lại thì bị xô ngã. Cuối cùng, Carl đành từ bỏ ý định đó khi Ron cảnh cáo sẽ tới tìm gặp Rick và nói về điều này.
Tại bệnh xá, Denise đang nghiên cứu một số sách y học để tìm cách chữa trị cho Scott, người đã rơi vào trạng thái hôn mê do bị nhiễm trùng từ vết thương ở chân. Tara ghé thăm để động viên Denise. Tuy nhiên, Denise vẫn tỏ vẻ khá bi quan và cho rằng mình sẽ chẳng thể cứu được Scott.
Jessie đi ngang qua một căn nhà thì thấy Betsy - vợ của David đã tự sát bằng cách cắt cổ tay và biến đổi thành xác sống. Nhiều cư dân khác đứng gần đó cũng nhìn thấy điều này. Họ chạy đến và chứng kiến Jessie dùng dao đâm chết xác sống Betsy. Jessie liền quay sang nói với họ: "Cuộc sống bây giờ là như vậy đấy. Chúng ta buộc phải nhìn thẳng vào thực tế. Chúng ta buộc phải đấu tranh. Vì nếu không, chúng ta sẽ chết".
Trong khi đó, Aaron dẫn Maggie đến một nắp cống dẫn xuống đường ngầm phía dưới. Mặc cho sự can ngăn của Maggie, Aaron vẫn nhất quyết sẽ đi cùng cô. Xuống được dưới, Aaron bắt đầu tâm sự về nỗi dằn vặt của bản thân khi anh cho rằng tất cả những mất mát mà cộng đồng vừa trải qua đều là do mình. Họ bất ngờ bị tấn công bởi hai xác sống đã mục rữa từ lâu dưới cống và Maggie được cứu kịp thời bởi Aaron.
Quay trở lại bệnh xá, sau khi phát hiện ra được điều gì đó trong một cuốn sách y học, Denise bắt đầu dùng ông tiêm hút dịch nhầy từ vết nhiễm trùng của Scott và nhận thấy tình hình của anh ta trở nên khá hơn. Mỉm cười mừng rỡ, Denise liền tìm tới chỗ Tara và đặt một nụ hôn lên môi cô ấy như một lời cảm ơn vì đã truyền động lực cho mình.
Trên chốt canh gác ở cổng, Rick dùng bộ đàm cố liên lạc với nhóm của Daryl, Abraham và Sasha nhưng vẫn không nhận được tín hiệu trả lời. Ron bỗng xuất hiện xin được trèo lên đứng cùng Rick và được đồng ý. Ron liền kể về việc mình đã ngăn Carl không đi tìm Enid. Cậu bé xin Rick dạy mình cách bắn súng để có thể tự bảo vệ bản thân lẫn mẹ và em trai. Rick liền đưa một khẩu súng không đạn cho Ron và bảo cậu bé lấy chính những xác sống phía bên ngoài làm mục tiêu ngắm bắn.
Maggie và Aaron đi đến gần lối ra khỏi cống ngầm và nhận thấy bên ngoài vẫn có rất nhiều xác sống. Maggie liền bật khóc và nói rằng họ không thể đi tiếp được nữa. "Tôi đang có thai" - Cô nói và cho rằng mình đành phải ở lại vì con. Hai người họ ôm lấy nhau để bày tỏ nỗi cảm thông dành cho nhau.
Tại nhà, Jessie làm một ít bánh quy cho Sam. Cô đi lên giữa chừng cầu thang và gọi con trai xuống ăn. Tuy nhiên Sam tỏ vẻ sợ hãi và không muốn đi xuống tầng dưới. Khi được Jessie hỏi lý do vì sao, Sam đáp lại: "Vì ở trên này, mọi thứ không thay đổi". Cảm thấy bất lực trước sự yếu đuối của con, cô đành bỏ lại đĩa bánh quy trước phòng cậu bé rồi xuống nhà.
Tối hôm đó, trên đường mang những hộp thức ăn mà Spencer đã trộm về lại kho thực phẩm, Deanna bất ngờ bị tấn công bởi một xác sống (vốn là một tên thuộc The Wolves bị Carol bắn trước đó nhưng đã bỏ chạy được). Bà hoảng hốt làm rơi giỏ đồ nhưng đã nhanh chóng nhặt mảnh vỡ từ một chai rượu lên để tự vệ. Deanna đâm liên tiếp vào người xác sống này, khiến máu của nó bắn ra và dính khắp mặt cũng như người bà. Rick trông thấy và chạy tới đâm chết con walker. Deanna nói: "Tôi muốn sống. Tôi muốn nơi này trở nên vững mạnh". Nhưng khi Rick bảo Deanna hãy trở lại dẫn dắt người dân, bà đáp lại rằng người mà cộng đồng cần không phải bà, mà chính là Rick. Vẫn cảm thấy bị tổn thương khi chính con trai đã phủ nhận mơ ước của mình về một cộng đồng vững mạnh, Deanna hỏi lại Rick một lần nữa rằng hoài bão mà bà dành cho Alexandria có phải quá xa vời không. Nhưng cũng như lần trước, Rick đáp lại rằng: "Không".
Maggie và Aaron đi đến chỗ bức tường của cộng đồng, nơi có danh sách tưởng niệm những người đã hy sinh và xóa tên của "Glenn" và "Nicholas" đi, cho thấy họ vẫn đang giữ niềm hy vọng về việc hai người đó còn sống. Aaron liền nói với Maggie rằng khi nào Glenn trở về, hãy gợi ý cho anh ấy đặt cho con của họ cái tên "Aaron" hoặc "Erin" tùy xem đứa bé là trai hay gái.
Spencer đến thay ca trực của Rosita trên cốt canh gác thì thấy cô đang khóc. Rosita nói lời cảm ơn Spencer vì anh đã hạ được chiếc xe tải định đâm sập tường cộng đồng. Sau khi Rosita đã rời khỏi, Spencer lấy một chiếc bánh mà mình giấu trong túi áo ra ăn.
Rick đi đến gara của nhà Jessie để gặp cô. Anh nói rằng mình chỉ muốn những người đang ở bên ngoài trở về và đám xác sống rời khỏi để mọi chuyện trở lại yên bình như vốn có. Rick cũng đã được nghe về bài phát biểu "Cuộc sống bây giờ là như vậy đấy" của Jessie. Anh tiến tới và hôn cô.
Deanna đi tới gần cánh cổng của cộng đồng với một vẻ gan dạ. Bà đập tay lên hàng rào và tỏ vẻ thách thức với những xác sống bên ngoài, cho thấy rằng bà không còn sợ chúng nữa. Khi Deanna bỏ đi, trên bức tường của cộng đồng, có một dòng máu chảy qua một khe nứt trên đó...

## Diễn viên

### Diễn viên chính
- Andrew Lincoln vai Rick Grimes
- Norman Reedus vai Daryl Dixon*
- Lauren Cohan vai Maggie Greene
- Chandler Riggs vai Carl Grimes
- Danai Gurira vai Michonne
- Melissa McBride vai Carol Peletier
- Michael Cudlitz vai Abraham Ford*
- Lennie James vai Morgan Jones
- Sonequa Martin-Green vai Sasha Williams*
- Josh McDermitt vai Eugene Porter
- Christian Serratos vai Rosita Espinosa
- Alanna Masterson vai Tara Chambler
- Seth Gilliam vai Gabriel Stokes*
- Alexandra Breckenridge vai Jessie Anderson
- Ross Marquand vai Aaron
- Austin Nichols vai Spencer Monroe
- Tovah Feldshuh vai Deanna Monroe

### Diễn viên định kỳ
- Merritt Wever vai Denise Cloyd
- Jason Douglas vai Tobin
- Kenric Green vai Scott
- Ann Mahoney vai Olivia
- Austin Abrams vai Ron Anderson
- Major Dodson vai Sam Anderson

*Không xuất hiện trong tập này

### Các diễn viên phụ khác
- Vanessa Cloke vai Anna
- Ted Huckabee vai Bruce
- Jasmine Kaur vai Betsy
- Mandi Christine Kerr vai Barbara
- Dahlia Legault vai Francine
- Jordan Woods-Robinson vai Eric Raleigh
- David Marshall Silverman vai Kent
- Curtis Jackson vai Bob Miller

## Cái chết trong tập
- Betsy (Lúc còn sống & Sau khi biến đổi)
- Một thành viên của The Wolves (Sau khi biến đổi)

## Đánh giá
"Now" nhận phải những phản hồi tiêu cực từ giới phê bình. Trang Rotten Tomatoes chỉ có 44% trong số 25 bài đánh giá về tập phim là mang phản hồi tốt. Nhận xét ngắn gọn mà trang này đưa ra là: "Now" khắc họa rõ nét hơn tính cách của một số nhân vật đến từ cộng đồng Alexandria. Nhưng chính điều này đã chiếm mất thời gian cho cốt truyện của những nhân vật mà khán giả thực sự quan tâm". Ron Hogan từ tạp chí Den Of Geek dành lời khen cho đạo diễn Avi Youabian và biên kịch Corey Reed của tập phim, cũng như diễn xuất của Tovah Feldshuh (Deanna Monroe). Tuy nhiên, anh cho rằng tập phim khá trầm và chứa quá nhiều cảnh hội thoại.

## Bên lề
- Lần xuất hiện đầu tiên của: Anna, Betsy.
- Tên của tập phim - "Now" đến từ câu nói từ Jessie với những cư dân Alexandria khác: "This is what life looks like now."
- Tên ban đầu của tập phim này là "The Locket".
- Tập phim đánh dấu lần xuất hiện thứ 50 trong toàn bộ series của nữ diễn viên Lauren Cohan và nhân vật Maggie Greene.
  - Thật trùng hợp, một số tình tiết của tập phim này được dựa trên Chương 78 của bộ truyện tranh. Đây cũng là tập đánh dấu lần xuất hiện thứ 50 của Maggie trong truyện.
- Tập phim tiết lộ rằng Maggie đang mang thai với Glenn.
- Tập phim tiết lộ rằng Denise là người đồng tính.
  - Denise là nhân vật đồng tính thứ 5 trong phim (sau Tara, Alisha, Aaron và Eric).
- Tên của Ann Mahoney đã được đưa từ mục co-star (diễn viên phụ) lên mục also starring (diễn viên định kỳ) bắt đầu từ tập này.
- Chương trình Talking Dead phát sóng sau tập phim đã tiết lộ rằng hai xác sống dưới đường cống ngầm mà Maggie và Aaron gặp chính là những cư dân Alexandria từng bị trúc xuất và định lén trở về thông qua con đường đó nhưng không thành công.
- Cảnh mà Deanna nói với Rick rằng cộng đồng này không cần bà mà là cần anh được lấy ra từ Chương 78 của truyện (với Douglas là phiên bản truyện của Deanna).
- Xác sống tấn công Deanna trong tập này chính là tên thuộc The Wolves từng bị trúng đạn của Carol nhưng đã bỏ chạy được trong tập "JSS".